# Kulfa
Le kulfa, ou kaba so, est une du groupe kaba des langues sara-bongo-baguirmiennes parlée au Tchad.